# Begroting
Een begroting geeft de financiële effecten van een beslissing weer. Begrotingen worden onder andere gebruikt bij elk huishouden dat met geldstromen te maken heeft, zoals bedrijven, overheden, stichtingen en gezinnen. In de rest van dit artikel blijven consumptieve huishoudingen (zoals gezinnen en alleenstaanden) buiten beschouwing, maar de theorie kan ook op hen worden toegepast. 
Een begroting kan gemaakt worden voor een boekjaar, maar ook voor een specifiek (bouw)project, vaak aangeduid met (bouw)calculatie.
De begroting is een iteratieve afstemming tussen de wensen en de mogelijkheden. De afstemming wordt beïnvloed door verschillende factoren:
- historische financiële gegevens over meerdere jaren,
- financiële doelen,
- wetgeving,
- marktomstandigheden,
- wijzigingen in bedrijfsbeleid.

Per periode van een boekjaar worden de financiële resultaten en verwachtingen opgesteld. De begroting wordt vaak voorgelegd aan belanghebbenden ter goedkeuring. Periodiek worden de resultaten vergeleken met de begroting. Wanneer de begroting niet gehaald dreigt te worden moet er ingegrepen worden. Aan het eind van het boekjaar wordt een jaarrekening opgesteld. Afwijkingen tussen de begroting en de jaarrekening worden geanalyseerd.

## Budget als controle-instrument van de ondernemingsdoelstellingen
De kunst van het budgetteren is om een evenwicht te bereiken tussen het ambitieuze én het haalbare.
Het budgetcontroleproces start bij de missie, de strategie en de doelstellingen van de huishouding. Op basis van de ondernemingsgegevens wordt een budget opgemaakt voor volgend(e) boekja(a)r(en). Na het afsluiten van elk boekjaar wordt nagegaan in hoeverre de gebudgetteerde balans en resultatenrekening afwijken van de realiteit. De resultaten van de verschillenanalyse kunnen een bron van informatie vormen voor het opmaken van het volgende budget. Het is ook belangrijk om afwijkingen van de gebudgetteerde streefcijfers op te volgen. Deze afwijkingen laten immers toe om toekomstige financiële problemen te identificeren en zeer snel de nodige acties te ondernemen.
De budgetcontrole kan zich op verschillende vlakken voordoen. Budgetcontrole in enge zin beperkt zich tot het analyseren en interpreteren van de verschillen tussen de budgetgegevens en de reële gegevens. Budgetcontrole in ruime zin is het beheersen van de hele ondernemingsactiviteit en omvat lange- en kortetermijndoelstellingen vastleggen en verspreiden, opeenvolgende kortetermijndoelstellingen cijfermatig uitdrukken, de budgetten opstellen en waken over de uitvoering ervan, afwijkingen tussen de vooropgestelde budgetten en de realiteit analyseren en interpreteren (verschillenanalyse), de conclusies afgeleid uit de verschillenanalyse gebruiken bij de opbouw van de toekomstige budgetten (feedback).
Om een eerste analyse te maken van de verschillen tussen budgettering en realiteit, berekenen we het budgetverschil (verschil tussen gebudgetteerde en reële kosten en opbrengsten).
Om een meer diepgaand inzicht te krijgen in de oorzaak van de verschillen kan gebruikgemaakt worden van het flexibele budget. Het flexibele budget verkrijg je door de budgetprijs te combineren met de werkelijke hoeveelheid. Door het flexibele budget te vergelijken met het gebudgetteerde en de realiteit krijg je een inzicht in het ontstaan van verschillen.
Verschillen tussen de budgetten worden bestempeld als voordelig of nadelig, rekening houdend met het effect ervan op het bedrijfsresultaat.

## Onderdelen van een begroting
De begroting bestaat uit een beginbalans, een resultatenrekening of winst-en-verliesrekening en een eindbalans.
Een balans geeft de situatie van een financiële eenheid weer op een bepaalde datum.
| Balans 1-1-2005 \| Activa \| Passiva \| \| Totaal \| Totaal \| |         |
| Activa                                                         | Passiva |
| Totaal                                                         | Totaal  |

Een meer gedetailleerde onderverdeling is:
| Balans 1-1-2005 \| liquiditeiten \| Eigen vermogen \| \| Liquiditeiten \| Vreemd vermogen \| \| Totaal \| Totaal \| |                 |
| liquiditeiten | Eigen vermogen  |
| Liquiditeiten | Vreemd vermogen |
| Totaal | Totaal          |

Een eenvoudige balans kan er als volgt uitzien:
| Balans 1-1-2005 \| Gebouwen \| 100.000 \| Eigen vermogen \| 50.000 \| \| Voorraden \| 35.000 \| Leningen \| 15.000 \| \| Kas \| 5000 \| Hypotheek \| 85.000 \| \| Debiteuren \| 15.000 \| Crediteuren \| 5000 \| \| Totaal \| 155.000 \| Totaal \| 155.000 \| |         |                |         |
| Gebouwen | 100.000 | Eigen vermogen | 50.000  |
| Voorraden | 35.000  | Leningen       | 15.000  |
| Kas | 5000    | Hypotheek      | 85.000  |
| Debiteuren | 15.000  | Crediteuren    | 5000    |
| Totaal | 155.000 | Totaal         | 155.000 |